# کر (آلبوم ویکس)
پروژه کانسِپشن ۲۰۱۶ با عنوان کِر، دومین آلبوم تکمیلی گروه ویکس می‌باشد. این آلبوم در روز ۲۱ نوامبر ۲۰۱۶ تحت نظر کمپانی جلی‌فیش منتشر شد که شامل یک موزیک جدید و یک موزیک ویدیو می‌شود. این آلبوم تکمیلی، شامل آلبوم‌های زلوس، هادس و کراتوس می‌شود. آهنگ «راه شیری» به عنوان آهنگ اصلی این آلبوم، شناخته می‌شود.

## زمینه و انتشار
قبل از انتشار این آلبوم، پروژهٔ سال ۲۰۱۶ به سه قسمت با عنوان کانسپشن ۲۰۱۶ و با نام کلیدی کِر (Κήρ) تقسیم شد که مرتبط با اساطیر یونانی می‌شود. این پروژه شامل دو سینگل زلوس که در ۱۶ آوریل و هادس که در ۱۲ آگوست ۲۰۱۶ و یک مینی آلبوم با عنوان کراتوس که در ۳۱ اکتبر منتشر شد، می‌شود. این پروژه شامل کانسپت فیلم و آرت فیلم‌ها و تریلرهایی می‌شود که هرکدام نشان دهندهٔ بخشی از مفهوم این پروژه بوده‌اند.
زلوس که اولین بخش از پروژه بود، دارای آهنگ اصلی با نام «دینامیت» می‌باشد که راجع به زلوس، خدای حسادت و رقابت می‌باشد. آلبوم دوم با عنوان هادس با آهنگ اصلی «خیال» راجع به هادس، خدای دنیای مردگان و عالم زیرزمینی می‌باشد. آلبوم آخر با عنوان کراتوس و با آهنگ اصلی «نزدیک‌تر» راجع به کراتوس، خدای قدرت و شخصیت می‌باشد. هر آلبوم کانسپت فیلم منحصر به فرد خود را داشته که مرتبط با ویدیو و آلبوم می‌شد.
این پروژه به عنوان پروژه‌ای موفق شناخته می‌شود به‌طوری‌که زلوس و هادس جایگاه اول و کراتوس جایگاه دوم در جدول آلبوم‌های گائون را به دست آورد. در حدود ۱۱۰۳۳۴ نسخه از زلوس در ماه‌های آوریل و می‌فروخته شد. در حالی که ۱۰۳۴۵۰ نسخه از هادس در ماه‌های آگوست و سپتامبر و ۵۷۴۵۶ نسخه از کراتوس در ماه اکتبر فروخته شد.
در ۱۱ نوامبر ۲۰۱۶ اعلام شد که ویکس آلبوم ویژه‌ای به مناسبت پایان پروژه منتشر خواهد کرد. در ۱۴ نوامبر اعلام شد که این آلبوم شامل دو سی‌دی، یک کتاب تفسیر ۹۲ صفحه‌ای و یک فوتوبوک ۹۲ صفحه‌ای، و همچنین یک پوستر و یک نشانک کتاب به شکل کلید می‌شود.
در ۱۵ نوامبر اعلام شد که این آلبوم شامل یک آهنگ جدید با نام «راه شیری» می‌شود که توسط راوی و هیوک نوشته و توسط جاستین رینستین آهنگسازی شده، می‌شود. موزیک ویدیوی این آهنگ در روز ۱۳ نوامبر همراه با ۶۰۰ استارلایت در ایلسان فیلمبرداری شد.

## لیست آهنگ‌ها
| کانسپشن ۲۰۱۶ ویکس، کِر (سی‌دی) | کانسپشن ۲۰۱۶ ویکس، کِر (سی‌دی)                                          | کانسپشن ۲۰۱۶ ویکس، کِر (سی‌دی)              | کانسپشن ۲۰۱۶ ویکس، کِر (سی‌دی)        | کانسپشن ۲۰۱۶ ویکس، کِر (سی‌دی) |
| شماره                        | نام                                                                   | سراینده                                   | آهنگساز                             | مدت                          |
| ---------------------------- | --------------------------------------------------------------------- | ----------------------------------------- | ----------------------------------- | ---------------------------- |
| ۱.                           | «راه شیری»                                                            | راوی، هیوک                                | جاستین رینستین                      | ۳:۲۷                         |
| ۲.                           | «دینامیت» (다이너마이트)                                              | میس‌فیت، راوی                              | آندرو چوی، سایمون جانلوف، ملودیزاین | ۳:۳۶                         |
| ۳.                           | «دفن‌شده» (늪)                                                         | کیم سوجونگ، راوی                          | هری بروکز، دن گودی، آش میلتون       | ۳:۰۱                         |
| ۴.                           | «خداحافظیِ بد» (손의 이별) (ترجمه: "جدایی دست‌ها" یا "دست‌های خداحافظی") | کیم جی‌هیانگ، راوی                         | ملودیزاین، کیپ روتز، فسینیتینگ      | ۳:۵۶                         |
| ۵.                           | «خیال»                                                                | کیم می‌جین (موزیک کیوب)، راوی              | کانال دیواین                        | ۳:۲۹                         |
| ۶.                           | «عاشقم باش»                                                           | کیم چانگ‌روک، آندرو باگ، هان کیونگ‌سو، راوی | کیم چانگ‌روک، آندرو باگ              | ۳:۵۱                         |
| ۷.                           | «اثر پروانه‌ای» (나비 효과)                                            | هوانگ جی‌وون (جم فکتوری)، راوی             | اریک لیدبوم، آندریاس ابرگ           | ۳:۲۱                         |
| ۸.                           | «نزدیک‌تر»                                                             | کیم می‌جین (موزیک کیوب)، راوی              | کانال دیواین                        | ۳:۴۵                         |
| ۹.                           | «ناامید»                                                              | مافلی، پارک ووهیون، راوی                  | اریک لیدبوم، ملودیزاین              | ۳:۳۱                         |
| ۱۰.                          | «ستارۀ دنباله‌دار»                                                     | مافلی، کی فلای، راوی                      | سایمون جانلوف، ام‌ال‌سی، چو یونگ‌هو    | ۳:۲۸                         |
| ۱۱.                          | «شب بخیر و صبح بخیر»                                                  | راوی                                      | راوی                                | ۳:۱۷                         |
| ۱۲.                          | «این عشق تمومه» (로맨스는 끝났다)                                     | لئو، راوی                                 | لئو                                 | ۳:۴۱                         |
| مجموع مدت:                   | مجموع مدت:                                                            | مجموع مدت:                                | مجموع مدت:                          | ۴۳:۰۰                        |

| کانسپشن ۲۰۱۶ ویکس، کِر (دی‌وی‌دی) | کانسپشن ۲۰۱۶ ویکس، کِر (دی‌وی‌دی)                                                    | کانسپشن ۲۰۱۶ ویکس، کِر (دی‌وی‌دی) |
| شماره                          | نام                                                                               | مدت                            |
| ------------------------------ | --------------------------------------------------------------------------------- | ------------------------------ |
| ۱.                             | «فیلم هنری کانسپشن ۲۰۱۶ ویکس»                                                     | ۰:۵۷                           |
| ۲.                             | «تریلر آغازین کانسپشن ۲۰۱۶ ویکس»                                                  | ۰:۵۰                           |
| ۳.                             | «پشت‌حنۀ تریلر آغازین کانسپشن ۲۰۱۶ ویکس»                                           | ۲:۴۵                           |
| ۴.                             | «فیلم کانسپت زلوس»                                                                | ۱:۰۶                           |
| ۵.                             | «다이너마이트 تیزر ویدیوی» (تیزر موزیک‌ویدیوی «دینامیت»)                           | ۰:۲۸                           |
| ۶.                             | «본편 موزیک‌ویدیو 다이너마이트» (داستان اصلی موزیک‌ویدیوی «دینامیت»)                | ۳:۳۱                           |
| ۷.                             | «ویدیوی اول ساخت موزیک‌ویدیوی 다이너마이트» (ویدیوی ساخت موزیک‌ویدیوی «دینامیت» #۱) | ۳:۳۱                           |
| ۸.                             | «ویدیوی دوم ساخت موزیک‌ویدیوی 다이너마이트» (ویدیوی ساخت موزیک‌ویدیوی «دینامیت» #۲) | ۲:۵۷                           |
| ۹.                             | «فیلم کانسپت هادس»                                                                | ۱:۰۵                           |
| ۱۰.                            | «تیزر موزیک ویدیوی «خیال»»                                                        | ۰:۳۱                           |
| ۱۱.                            | «موزیک ویدیوی «خیال»»                                                             | ۳:۲۹                           |
| ۱۲.                            | «موزیک ویدیوی «خیال» نسخۀ اجرا»                                                   | ۳:۲۹                           |
| ۱۳.                            | «موزیک ویدیوی «خیال» نسخۀ داستانی»                                                | ۳:۳۱                           |
| ۱۴.                            | «ویدیوی ساخت موزیک ویدیوی «خیال»»                                                 | ۵:۵۷                           |
| ۱۵.                            | «فیلم کانسپت کراتوس»                                                              | ۱:۱۰                           |
| ۱۶.                            | «تریلر شخصیت‌های کانسپشن ۲۰۱۶ ویکس، کِن»                                            | ۰:۲۸                           |
| ۱۷.                            | «تریلر شخصیت‌های کانسپشن ۲۰۱۶ ویکس، هونگ‌بین»                                       | ۰:۲۷                           |
| ۱۸.                            | «تریلر شخصیت‌های کانسپشن ۲۰۱۶ ویکس، راوی»                                          | ۰:۲۵                           |
| ۱۹.                            | «تریلر شخصیت‌های کانسپشن ۲۰۱۶ ویکس، لئو»                                           | ۰:۲۳                           |
| ۲۰.                            | «تریلر شخصیت‌های کانسپشن ۲۰۱۶ ویکس، هیوک»                                          | ۰:۲۵                           |
| مجموع مدت:                     | مجموع مدت:                                                                        | ۲۲:۳۴                          |

## نمودار عملکرد
| نمودار                             | وضعیت در نمودار | فروش                      |
| ---------------------------------- | --------------- | ------------------------- |
| کره جنوبی (جدول آلبوم‌های گائون)    | ۲               | - کره: ۱۸,۰۸۲ - ژاپن: ۹۵۱ |
| ژاپن (جدول هفتگی آلبوم‌های اوریکون) | ۷۷              | - کره: ۱۸,۰۸۲ - ژاپن: ۹۵۱ |
| جدول هفتگی آلبوم‌های تایوان         | ۹               | - کره: ۱۸,۰۸۲ - ژاپن: ۹۵۱ |

## تاریخ انتشار
| منطقه         | تاریخ          | فرمت                  | کمپانی        |
| ------------- | -------------- | --------------------- | ------------- |
| کره جنوبی     | ۲۱ نوامبر ۲۰۱۶ | سی دی، دانلود دیجیتال | جلی‌فیش ، سی‌جِی |
| در سراسر جهان | ۲۱ نوامبر ۲۰۱۶ | دانلود دیجیتال        | جلی‌فیش        |
| ژاپن          | ۲۳ نوامبر ۲۰۱۶ | سی‌دی + دی‌وی‌دی         | جلی‌فیش ویکتور |